# سرگئی خلبنیکوف
سرگئی خلبنیکوف (روسی: Серге́й Анатольевич Хлебников؛ ۲۸ اوت ۱۹۵۵ – ۱۲ ژوئن ۱۹۹۹ (aged 43)) اسکیت‌باز سرعت اهل اتحاد جماهیر شوروی سوسیالیستی بود.